# استیگ آندشون
استیگ اریک لئوپولد آندِشون (سوئدی: Stig Erik Leopold Anderson؛ ‏تلفظ سوئدی: [ân:dɛˌʂɔn]؛ ‏ ۲۵ ژانویه ۱۹۳۱ – ۱۲ سپتامبر ۱۹۹۷) موسیقی‌دان، تهیه‌کننده موسیقی و ناشر موسیقی اهل سوئد بود. وی یکی از بنیان‌گذاران پولار میوزیک است و شهرت بابت تهیهٔ آلبوم‌های گروه موسیقی آبا است.
وی تهیه‌کننده ترانه‌های مشهوری چون «واترلو»، «ماما میا»، «ملکه رقصان»، «شناختن خودم، شناختن تو»، «هانی، هانی» و «هدف اساسی» بود.